# پادیاو
پادیاو حیاط دور بسته‌ای که حوض یا جوی آب در میان داشته باشد، گودال باغچه (به فرانسوی پاسیو گفته می‌شود) در فارسی کهن و میانه به معنی طهارت، شستشو و نیز جایگاهی برای شستشو است پادیاو با همهٔ ویژگی‌هایش بعد از اسلام در پیش مساجد و زیارت گاه‌ها به نام وضوخانه جای گرفت.
در لغت نامه دهخدا در معنی پادیاو آمده‌است: «شستن و پاکیزه ساختن چیزها که با دعا خواندن باشد»